# Bu'aale
Bu'aale este un oraș din Somalia.